# 帕瑞薩娣絲二世
帕瑞薩娣絲二世（希臘語：Παρύσατις），為波斯阿契美尼德王朝阿爾塔薛西斯三世的女兒，之後在前324年的蘇薩集體婚禮中嫁給亞歷山大大帝。她可能在亞歷山大逝世後，被亞歷山大第一任妻子羅克珊娜所殺。

## 早年
帕瑞薩娣絲是阿爾塔薛西斯三世的小女兒，在她的父親於前338年遭人殺害後，她的兄弟阿爾塞斯統治帝國一小段時間，之後是帕瑞薩娣絲的遠房堂兄弟大流士三世於前336年登上王位。似乎當帕瑞薩娣絲的父親逝世後，帕瑞薩娣絲和她的姊妹一直待在波斯宮廷中。當大流士三世率軍抵抗馬其頓帝国亚历山大三世的入侵時（前334年—前330年），帕瑞薩娣絲和和她的姊妹與其他波斯要人一同隨軍行動。前333年的伊蘇斯戰役後，帕瑞薩娣絲與其他許多親屬在大馬士革被馬其頓帝国將領帕曼紐所俘虜。

## 亞歷山大
當马其顿帝国亚历山大三世入侵印度時，帕瑞薩娣絲和其他大流士三世的女眷可能留在蘇薩。根據阿利安記載，帕瑞薩娣絲和大流士三世的大女兒斯妲特拉二世一起在蘇薩嫁給亞歷山大，亞歷山大透過她們倆的婚姻關係而與阿契美尼德王朝皇室有所關聯。慶祝婚禮持續五天，其中有80對波斯貴婦嫁給馬其頓和效忠亞歷山大的希臘軍官。
在婚禮後就不再有關帕瑞薩娣絲的記載，然而一些歷史學者如Elizabeth Donnelly Carney，他們相信普魯塔克在記載斯妲特拉二世被殺案中，錯把帕瑞薩娣絲誤認為斯妲特拉二世的妹妹德莉比娣絲。在普魯塔克的記載中，當亞歷山大於前323年在巴比倫逝世後，他的第一任妻子羅克珊娜命人殺了斯妲特拉二世和她的妹妹德莉比娣絲，藉此來確保她和她的兒子亞歷山大四世的地位，而Carney主張帕瑞薩娣絲很可能也是這場謀殺案的受害者之一，若帕瑞薩娣絲確實是亞歷山大妻子的話，她有可能來宣稱腹中有亞歷山大的血脈存在，故使羅克珊娜感到威脅。

## 腳注
1. 1 2 3 4 5 6  Carney (2000), p. 110.
2. ↑  Garthwaite (2005), p. 39.
3. 1 2  O'Brien (2001), p. 197.